# Ботин
Бо́тин (пол. Botyń) — село в Україні, у Луцькому районі Волинської області. Входить до складу Підгайцівської сільської громади. Населення становить 149 осіб.

## Історія
У 1906 році село Піддубецької волості Луцького повіту Волинської губернії. Відстань від повітового міста 22 верст, від волості 8. Дворів 38, мешканців 201.
До 22 грудня 2019 року село підпорядковувалось Романівській сільській раді Луцького району Волинської області.

## Населення
Згідно з переписом УРСР 1989 року чисельність наявного населення села становила 125 осіб, з яких 52 чоловіки та 73 жінки.
За переписом населення України 2001 року в селі мешкало 149 осіб.

### Мова
Розподіл населення за рідною мовою за даними перепису 2001 року:
| Мова       | Відсоток |
| ---------- | -------- |
| українська | 96,60 %  |
| російська  | 3,40 %   |

### Уродженці
- Корнійчук Микола Володимирович (1998—2022) — старший солдат Збройних сил України, учасник російсько-української війни, що загинув у ході російського вторгнення в Україну в 2022 році.